# Aghori

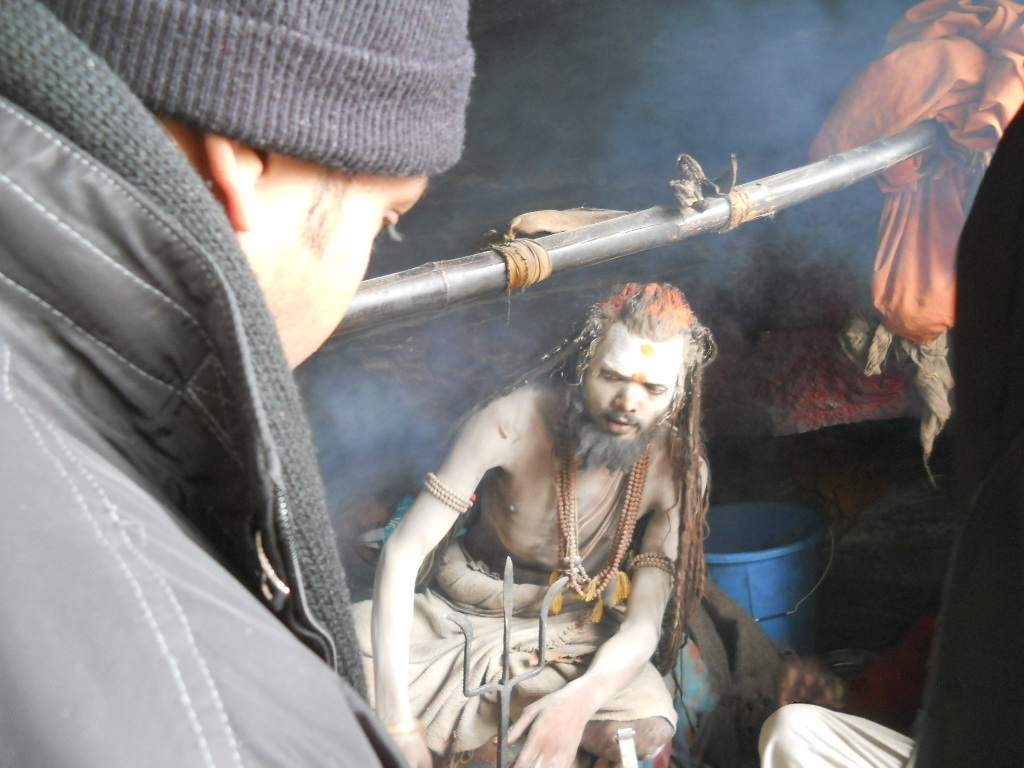
Egy aghori

Az aghori, egyéb átírokban aghóri, agori (dévanágari: अघोर, szó szerint: rettenthetetlen, de jelenthet piszkos, elhanyagolt-at is) mai napig létező balkezes tantrikus, saiva, titkos szekta, egy körülbelül ezer éves múltú radikális közösség, amely antinomiánus szokásairól ismert (ürülék, vizelet, emberi és állati tetemek húsának vagy főtt emberi agy fogyasztása, holttesteken való meditáció stb.).
Ezoterikus irányzatot képviselnek, a Nap-tudomány módszerével is foglalkoznak, céljuk a gyógyítás és a természetfeletti erők (sziddhik) megszerzése. A Nap-tudomány az élet – a pránánál is – finomabb erőinek megértésével és az ezek feletti uralom megszerzésével foglalkozik. Kapcsolatot teremt az itteni és a túlvilági élet között. Sok aghori gurut nagy tiszteletet övez a vidéki lakosság körében és állítólag gyógyító erővel rendelkeznek.
Részt vesznek a helyi közösségek jótékonysági munkáiban.
Nagyon kevés jógi gyakorolja az aghori tudományát, és rendhagyó életvitelük miatt kerüli őket az emberek többsége. Elődeikhez, a kápálikákhoz hasonlóan koponyát hordanak maguknál, amelyet evő- és ivócsészeként használnak, gyakran halotthamvasztó helyeken tanyáznak és a holtak hamujával kenik be a testüket. Nem törődnek vele, hogy mit fogyasztanak el; nyers húst, tetemet, vagy akár székletet, hányadékot is esznek, és víz mellett vizeletet is isznak, néhányan bhangából készített részegítő italt fogyasztanak vagy marihuánát szívnak.
Életvitelükben a hindu ortodox vallás elleni tiltakozás nyilvánul meg. Számukra nincs jó és rossz, e fogalmak a kettősségtudattól még meg nem szabadult tudatlanok világképéhez tartoznak. Nézetük szerint az Aghor a felébredt tudat állapota, ahol a tudatosság természetes állapotát és egyszerűségét jelöli. "Nincs helye a gyűlölet, az undor, a diszkrimináció vagy a félelem érzésének.” Az aghori gyakorlatok célja a kiegyensúlyozottság természetes állapotának elérése, különösen a tisztátalansággal való szembenézés révén. A szemükben semmi sem tiszta vagy tisztátalan, mert a dualitáson túllépve felismerik a Legfelsőbb Egységet. A hangsúlyt az egyetemes energia, a sakti megismerésére helyezik.
Az aghorik különösen ragaszkodnak – a tántrikákhoz hasonlóan – a spirituális tanítómester (a guru) fontosságához: „Mester nélkül senki sem kel át az élet óceánján, a megszabadulás felé.” A guru az, aki közvetíti a szükséges módszert (szádhana), hogy a tanítvány megértse és félelem nélkül járhassa az utat. A beavatás (díksa) főként egy szent mantra (Aghor Mantra) átadásából áll, melynek ismétlése (dzsapa) segíti a tanítványt, hogy előrehaladjon az Út megértésében, és spirituális tudást szerezzen.
Egyesek szerint az aghori aszkéták Aghóra néven tisztelik Sivát vagy az Istennőt, mint Sítalát, Parnagirit vagy Kálit. 
Mahaprabhu Aghoreshwar Baba alapján nem hisznek az "értelmetlen istenekben és istennőkben"; önmagukban hisznek, nem valami külsőben. Ez az oka annak, hogy a várna-rendszer követői még ma is rossz szemmel néznek rájuk.
Híresek a szigorú aszkézisükről (tapasz) és különösen szélsőséges életmódjukról, ezért követőik száma meglehetősen alacsony. Egyes becslések szerint számuk nem éri el a száz főt, más becslések szerint néhány száz aghori él Indiában  és Nepálban; a jelentős részük Benáreszben és környékén, továbbá a Himalájában.
Az 1950-es években Baba Aghoreshwar Bhagvan Ramji (1937-1992) egy fontos reformot indított el a hagyomány irányultságait és gyakorlatait illetően. Megnyitotta a hagyomány kapuit a kívülállók előtt, ásramokat indított el Indiában és külföldön (USA, Olaszország) és humanitárius szervezetet (Shri Sarveshwari Samooh) hozott létre.

## A filmművészetben
- Naan Kadavul (Isten vagyok) 2009-es, indiai, tamil nyelvű akciódráma főszereplője egy aghori lesz.[17]
- The Other Side of the Door (Az ajtó másik oldalán) 2016-os horror másodlagos szereplői között van egy aghori csoport.
- Az indiai tévésorozat "God of Gods Mahadev" (2011) – a 19. évad egy aghoriról szól (494-535. epizód).
- Believer (2017, Reza Aslan) dokumentumfilm-sorozat 1. epizódja az aghorikról szól [18]